# Pittsburgh Spirit
Pittsburgh Spirit – nieistniejący już amerykański klub futsalowy, mający siedzibę w mieście Pittsburgh (Pensylwania), występował w lidze Major Indoor Soccer League (MISL).
Klub rozpoczął działalność w roku 1978, ale zawiesił grę w sezonie 1979/80. Następnie powrócił do gry rok później i występował do roku 1986. Najlepszy sezon dla klubu przypadł na 1983/84, gdzie średnio na mecze przybywało ok. 8000 kibiców, więcej niż na hokejowe spotkania Pittsburgh Penguins, (liczące około 6 tys. kibiców). Główną halą sportową klubu była Pittsburgh Civic Arena znana także jako Igloo, (obecnie budynek ten nosi miano Mellon Arena). W roku 1986 klub rozwiązał działalność i nie występuje do dziś.

## Statystyki w poszczególnych sezonach
| Sezon   | Mecze | Z  | P  | Br+ | Br- |
| ------- | ----- | -- | -- | --- | --- |
| 1978-79 | 24    | 6  | 18 | 123 | 171 |
| 1979-80 | 32    | 18 | 14 | 188 | 191 |
| 1981-82 | 44    | 31 | 13 | 254 | 208 |
| 1982-83 | 48    | 24 | 24 | 250 | 247 |
| 1983-84 | 48    | 32 | 16 | 245 | 204 |
| 1984-85 | 48    | 19 | 29 | 217 | 256 |
| 1985-86 | 48    | 23 | 25 | 221 | 237 |

Legenda: Mecze – liczba rozegranych meczów w sezonie; Z – liczba wygranych meczów w sezonie; P – liczba meczów przegranych; Br+ – liczba zdobytych bramek w sezonie; Br- – stracone bramki w sezonie

## Najlepsi zawodnicy w poszczególnych sezonach
| 1978-79 | Sid Nolan                                            | 21                                                   | 23                                                   |                                                      |                                                      |                                                      |
| 1979-80 | Graham Fyfe                                          | 37                                                   | 31                                                   |                                                      |                                                      |                                                      |
| 1981-82 | Stan Terlecki                                        | 74                                                   | 43                                                   |                                                      |                                                      |                                                      |
| 1982-83 | Stan Terlecki                                        | 65                                                   | 45                                                   |                                                      |                                                      |                                                      |
| 1983-84 | Zeee Kapka                                           | 30                                                   | 45                                                   |                                                      |                                                      |                                                      |
| 1984-85 | Stan Terlecki                                        | 39                                                   | 39                                                   |                                                      |                                                      |                                                      |
| 1985-86 | Brak najlepszego, ze względu na nieukończenie sezonu | Brak najlepszego, ze względu na nieukończenie sezonu | Brak najlepszego, ze względu na nieukończenie sezonu | Brak najlepszego, ze względu na nieukończenie sezonu | Brak najlepszego, ze względu na nieukończenie sezonu | Brak najlepszego, ze względu na nieukończenie sezonu |

## Nagrody indywidualne

### MVP ligi MISL
- 1981/82 –  Stan Terlecki (wspólnie z klubem)

### Drużyna All-Star ligi MISL
- 1981/82 –  Stan Terlecki
- 1985/86 –  David Brcic

### Rookie of the Year ligi MISL
- 1983/84 –  Kevin Maher

### Trener roku
- 1979/80 –  Len Bilous (wspólnie z klubem)

## Znani zawodnicy w klubie
- /  Paul Child (1981–86; 133 występy, 140 bramek)
- Zdzisław Kapka (1983–86; 45 występów, 30 bramek)
- Piotr Mowlik (1984–86; 27 występów, 0 bramek)
- Grzegorz Ostalczyk (1981–185)
- Krzysztof Sobieski (1981–83; 70 występów, 0 bramek)
- Janusz Sybis (1983–86; 42 występów, 35 bramek)
- Stan Terlecki („Stan the Man”; 1981–83; 88 występów, 139 bramek) (1984–85; 39 występów, 39 bramek)
- Adam Topolski (1984–86)

## Znani trenerzy w klubie
- /  Don Popovic (1985–1986)